# Carl Posner

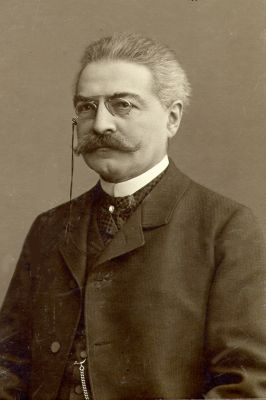
Carl Posner

Carl Posner (* 16. Dezember 1854 in Berlin; † 20. Dezember 1928 in Berlin) war ein deutscher Arzt und bedeutender Urologe. Er gilt als einer der herausragenden Persönlichkeiten der Berliner Medizingeschichte.

## Leben
Carl Posner war der Sohn von Louis Posner (1815–1868), einem Berliner Arzt und Herausgeber medizinischer Publikationen. Carl Posner studierte Naturwissenschaften und Medizin in Berlin, Bonn, Leipzig und Straßburg. Im Jahr 1875 hat er seine Promotion zum Dr. phil. in Leipzig abgelegt. Zwischen 1878 und 1880 war er Assistent am Pathologischen Institut in Gießen und promovierte erneut 1880 in Medizin (ebenfalls in Gießen). Anschließend ließ er sich als praktischer Arzt in Berlin nieder und erhielt eine urologische Fachausbildung als Assistent von Ernst Fürstenheim.
1889 folgte die Habilitation in Innere Medizin und 1890 nahm er die Lehrtätigkeit an der Friedrich-Wilhelms-Universität Berlin als  Privatdozent auf. Schließlich wurde er beamteter Professor für Innere Medizin und 1902 Geheimer Medizinalrat.
Zu seinen wichtigsten wissenschaftlichen Werken zählt unter anderem die Einführung der Hodenbiopsie und der Nachweis einer physiologischen Eiweißkonzentration im Urin. Später widmete er sich verstärkt der Sexualmedizin, auch im Dienste der Aufklärung. Aus seiner Klinik erschienen unter Mitarbeit seiner Assistenten zahlreiche wissenschaftliche Publikationen.
Von 1889 bis 1921 leitete Posner die Fachzeitschrift Berliner Klinische Wochenschrift. Er war darüber hinaus Mitherausgeber der Zeitschrift für Urologie.
Posner war ein ergebener Freund von Rudolf Virchow und hatte eine biografische Studie (Rudolf Virchow) zu diesem verfasst.
Seit 1882 war Posner mit Sophie Rosenberg (1863–1930) verheiratet. Ein Sohn war der Archivwissenschaftler Ernst Posner.